# Virgil van Dijk
Virgil van Dijk (* 8. července 1991, Breda, Nizozemsko) je nizozemský fotbalový obránce a reprezentant surinamského původu, od ledna 2018 hráč klubu Liverpool FC. Hraje na postu stopera (středního obránce).
V srpnu roku 2019 byl vyhlášen nejlepším fotbalistou za sezónu 2018/19 podle UEFA, poté co s týmem opanoval Ligu mistrů.
V roce 2019 se navíc dostal do závěrečné tříčlenné nominace na cenu FIFA pro nejlepšího hráče, tu ale nakonec obdržel Lionel Messi.
V následující sezóně pomohl Liverpoolu získat první mistrovský titul po 30 letech.

## Klubová kariéra
Virgil van Dijk hrál v Nizozemsku profesionálně za FC Groningen, než v červnu 2013 odešel do skotského Celtic FC, kde podepsal čtyřletou smlouvu. S Celtikem, který byl tou dobou suverénem Scottish Premiership, vyhrál ve své první sezóně ligový titul.

### Southampton
1. září 2015 přestoupil ze Celticu do anglického klubu Southampton FC za částku 13 milionů liber, podepsal kontrakt na pět let.
Trenér Ronald Koeman mu dopřál debut v utkání Premier League proti West Bromwich Albion 12. září 2015, které skončilo remízou 0:0. Ve středu obrany mu dělal partnera José Fonte a van Dijkův výkon po utkání vyzdvihl sám Koeman.
Během září stihl vstřelil i gól, když 26. září doma přesnou hlavičkou otevřel skóre proti Swansea City. Domácí nad soupeřem zvítězili 3:1.
V říjnu se opět prosadil hlavou, tentokráte proti Leicesteru City v lize, zvyšujíc domácí vedení na 2:0. Hosté ovšem do konce utkání stačili vyrovnat na 2:2.
Během druhé sezóny v Southamptonu se vypracoval do role kapitána. Trenér Claude Puel mu kapitánství svěřil v lednu po odchodu José Fonteho.
Ten samý den si při utkání s Leicesterem přivodil zranění kotníku, které jej mělo vyřadit ze hry na dva měsíce.
Jediný ligový gól tak zaznamenal ještě předtím 28. prosince doma proti Spurs. Přesnou hlavičkou otevřel skóre utkání už ve 2. minutě po standardní situaci zahranou Jamesem Ward-Prowsem, ale později ve vzdušném souboji naopak nestačil na soupeřova Dele Alliho, který srovnal na 1:1 a pomohl otočit na 4:1 pro Spurs.
Na jaře laboroval se zraněním a později požádal o přestup, který se zatím neuskutečnil.
Trenér Mauricio Pellegrino se během úvodních čtyř utkání v Premier League obešel i bez van Dijka a ve dvou případech Southampton ani neinkasoval. Nizozemský stoper tak vkročil až do utkání 5. kola na půdě Crystal Palace, kde Southampton vyhrál 1:0 díky gólu Davise.

### Liverpool
V lednu 2018 přestoupil do jiného anglického mužstva Liverpool FC za 75 milionů liber, což je největší částka za obránce, která byla kdy zaplacena.
Za Liverpool debutoval dne 5. ledna 2018, když jej trenér Jürgen Klopp nasadil do 3. kola poháru FA. Ve snový debut v Merseyside derby proti městskému rivalovi Evertonu proměnil toto utkání v 84. minutě, když při rohovém kopu využil špatného odhadu soupeřova brankáře Jordana Pickforda a hlavou vsítil vítězný gól na 2:1.
Zakomponováním van Dijka zlepšila obrana výkony – během jarních 15 ligových zápasů po jeho příchodu obdržel Liverpool 10 gólů, zatímco v předchozích 23 ligových zápasech to bylo 28 gólů.
Zranění stopera Joëla Matipa přimělo trenéra Kloppa dosadit na uvolněné místo Dejana Lovrena, jehož výkony šly po boku van Dijka nahoru.
Vedle Lovrena odehrál celý zápas finále Ligy mistrů, ve kterém Liverpool podlehl 1:3 obhájci Realu Madrid.
UEFA jej zvolila do 18členné nejlepší sestavy v Lize mistrů jakožto obránce vnášející klid a stabilitu do liverpoolské obrany, přestože se zúčastnil jen jarních vyřazovacích bojů.
Liverpool zahájil sezónu 2018/19 výhrou 4:0 proti West Ham United. Van Dijk se zaskvěl ve druhém kole na půdě Crystal Palace při venkovní výhře 2:0 – jeho výkon mu vynesl ohodnocení „muže utkání“ jednak podle BBC, jednak podle Sky Sports.
Liverpool neinkasoval ani v utkání proti Brightonu a van Dijk si za své výkony odnesl ocenění pro nejlepšího liverpoolského hráče za měsíc srpen.
V polovině září odehrál úvodní skupinové utkání Ligy mistrů proti Paris Saint-Germain, které Liverpool vyhrál 3:2 po Firminově gólu v nastaveném čase.
Van Dijkův klid byl pro obranu Liverpoolu zásadní ingrediencí.
Od Asociace profesionálních fotbalistů (PFA) obdržel za listopadové výkony ocenění hráče měsíce.
2. prosince nastoupil do Merseyside derby proti Evertonu a podílel se na výhře 1:0. V nastaveném čase v 96. minutě za nerozhodného stavu 0:0 vystřelil z voleje na branku Jordana Pickforda. Pickford učinil chybu a nedokázal balón chytit do rukavic, ten se dvakrát odrazil na břevnu a spadl přímo k belgickému útočníkovi Liverpoolu Divocku Origimu, který balón dopravil do sítě. Oficiální pravidla později uznaly gólovou asistenci van Dijkovi.
O tři dny později odehrál zápas proti Burnley a asistoval gólu Roberta Firmina na 2:1, výhru o dva góly nakonec zajistil v nastavení Xherdan Shaqiri.
Ve 28. kole hraném na konci února s Watfordem vstřelil stejně jako Sadio Mané po dvou gólech a pomohl k výhře 5:0.
Kvůli karetnímu trestu van Dijk nenastoupil do úvodního zápasu osmifinále proti Bayernu Mnichov a Liverpool doma jen remizoval 0:0. Během odvety v Mnichově 13. března 2019 se stal jednou z hvězd anglického týmu. Ubránil útočníka soupeře Roberta Lewandowskiho a hlavou vstřelil vítězný gól Liverpoolu, který vyřazením německého celku 3:1 postoupil do čtvrtfinále.
V roce 2019 se stal s FC Liverpool vítězem Ligy mistrů UEFA.
Sezónu 2019/20 zahájil van Dijk srpnovým utkáním Superpoháru UEFA proti Chelsea jakožto vítězi Evropské ligy. Během tohoto klání trefil břevno Kepovy branky a protože se po prodloužení držel nerozhodný výsledek 2:2, došlo na penalty. Na ty vyhráli fotbalisté Liverpoolu poměrem 5:4 a získali první trofej v sezóně.
V jízdě za mistrovským titulem se hlavou gólově prosadil v lednovém derby doma s Manchesterem United. Šlo o jeho osmý ligový gól od příchodu ze Southamptonu a během tohoto období nedal žádný stoper v Premier League více gólů než on. Liverpool zvítězil 2:0 a van Dijk se stal mužem utkání podle BBC.
V závěru sezóny získal s týmem titul. Po konci sezóny 2019/20 Premier League byl van Dijk jedním z hráčů, kteří na hřišti nechyběli ani minutu napříč všemi 38 zápasy.
17. října 2020 byl vystřídán v šesté minutě Merseyside derby po faulu brankáře Evertonu Jordana Pickforda. Následujícího dne bylo oznámeno, že utrpěl poranění předního zkříženého vazu v pravém koleni a podstoupí tak operaci. Předpokládaná doba rekonvalescence je šest až dvanáct měsíců. Dne 30. října podstoupil Van Dijk úspěšnou operaci.

## Reprezentační kariéra
Virgil van Dijk byl členem nizozemských mládežnických výběrů U19 a U21.
V nizozemském A-týmu debutoval 10. 10. 2015 pod trenérem Danny Blindem v kvalifikačním utkání v Astana Areně proti týmu Kazachstánu (výhra 2:1).
Při premiéře Ligy národů v roce 2018/19 skončil s Nizozemskem na stříbrném místě když ve finále Nizozemsko podlehlo Portugalsku 0:1.

#### Reprezentační góly
| Gól | Datum              | Místo                                     | Zápas | Soupeř      | Skóre | Výsledek | Soutěž                                            |
| --- | ------------------ | ----------------------------------------- | ----- | ----------- | ----- | -------- | ------------------------------------------------- |
| 1.  | 26. března 2018    | Stade de Genève, Ženeva, Švýcarsko        | 18.   | Portugalsko | 3–0   | 3–0      | Přátelský zápas                                   |
| 2.  | 13. října 2018     | Johan Cruyff Arena, Amsterdam, Nizozemsko | 22.   | Německo     | 1–0   | 3–0      | Liga národů UEFA 2018/19                          |
| 3.  | 19. listopadu 2018 | Veltins-Arena, Gelsenkirchen, Německo     | 24.   | Německo     | 2–2   | 2–2      | Liga národů UEFA 2018/19                          |
| 4.  | 21. března 2019    | Feijenoord Stadion, Rotterdam, Nizozemsko | 25.   | Bělorusko   | 4–0   | 4–0      | Kvalifikace na Mistrovství Evropy ve fotbale 2020 |
| 5.  | 11. října 2021     | Feijenoord Stadion, Rotterdam, Nizozemsko | 42.   | Gibraltar   | 1–0   | 6–0      | Kvalifikace na Mistrovství světa ve fotbale 2022  |
| 6.  | 25. září 2022      | Johan Cruyff Arena, Amsterdam, Nizozemsko | 49.   | Belgie      | 1–0   | 1–0      | Liga národů UEFA 2022/23                          |
| 7.  | 16. října 2023     | Agia Sophia Stadium, Athény, Řecko        | 62.   | Řecko       | 1–0   | 1–0      | Kvalifikace na Mistrovství Evropy ve fotbale 2024 |

## Úspěchy
Klubové
Celtic FC
- 3× vítěz skotské ligy, Scottish Premiership – 2013/14, 2014/15, 2015/16
- 1× vítěz skotského ligového poháru, Scottish League Cup – 2014/15

Liverpool FC
- 1× vítěz Premier League – 2019/20
- 1× vítěz Ligy mistrů UEFA – 2018/19
  - 1× finalista – 2017/18
- 1× vítěz Superpoháru UEFA – 2019
- 1× vítěz Mistrovství světa klubů FIFA – 2019

Reprezentační
Nizozemská reprezentace
- 1× finalista Ligy národů UEFA – 2018/19

Individuální
- Nejlepší fotbalista Evropy podle UEFA – 2019[3]
- závěrečná tříčlenná nominace na cenu Nejlepší fotbalista světa podle FIFA – 2019[4]
- Tým roku podle UEFA – 2018,[39] 2019,[40] 2020[41]
- Sestava sezóny Ligy mistrů UEFA – 2017/18,[42] 2018/19,[43] 2019/20[44]
- Tým roku Premier League podle PFA – 2018/19,[45] 2019/20[46]
- Nejlepší jedenáctka podle ESM – 2018/19,[47] 2019/20[48]
- Světová jedenáctka FIFA FIFPro – 2019,[49] 2020[50]

Zdroj: